# Révolution d'Avril
Pour la révolution en avril 1920 à Bakou, voir Invasion soviétique de l'Azerbaïdjan.
La révolution d'Avril, parfois appelée révolution du 19-Avril ou mouvement du 19-Avril, fut un soulèvement populaire en avril 1960 en Corée du Sud, dirigé par des groupes ouvriers et étudiants, qui renversa la Première République sous le commandement de Syngman Rhee. Il a conduit à la démission de Rhee et à la transition vers la Deuxième République.
Les événements ont été déclenchés par la découverte dans le port de Masan du corps d'un étudiant tué par une bombe à gaz lacrymogène lors de manifestations contre les élections de mars 1960. Elle entraîne la fin du régime autoritaire du président Syngman Rhee.